# فرانک یورتی
فرانک یورتی (فرانسوی: Franck Jurietti‎؛ زادهٔ ۳۰ مارس ۱۹۷۵) بازیکن سابق فوتبال اهل فرانسه است.
از باشگاه‌هایی که در آن بازی کرده‌است می‌توان به باشگاه فوتبال المپیک لیون، باشگاه فوتبال موناکو، و باشگاه فوتبال المپیک مارسی، باشگاه فوتبال بوردو، باشگاه فوتبال باستیا، باشگاه فوتبال موناکو، و باشگاه فوتبال المپیک مارسی اشاره کرد.
وی همچنین در تیم ملی فوتبال فرانسه بازی کرده‌است.